# Rafael Batlle Pacheco
Rafael Batlle Pacheco (Montevideo, 1888-1960), periodista y político uruguayo perteneciente al Partido Colorado.

## Biografía
Nació en 1888 en el seno de la Familia Batlle. Fue hijo de José Batlle y Ordóñez y de Matilde Pacheco, fue hermano de César y Lorenzo Batlle Pacheco, ambos de dilatada trayectoria política a varios niveles.
Estuvo muy activo en el diario El Día. Si bien no tuvo actuación política en ningún órgano, su autoridad moral y conducta le dieron un papel muy relevante en su partido, en el sector Lista 14 conducido por sus hermanos.
En ocasión de la muerte de su padre, le dedicó un poema: "Ser más fuerte cuando por un ideal, aunque sepamos que llegar a él, no nos es dado; mas saber que en la senda por donde vamos cada paso que damos nos acerca al ideal que hemos soñado".
Cuando fallece Rafael Batlle en 1960, su lugar al frente de la redacción de El Día es ocupado por su sobrino Jorge Pacheco Areco.
Casado con Anita Cherviere, fue padre de Matilde Amalia, María Antonia, y José Lorenzo Batlle Cherviere (1941-1985), quien dirigiera los destinos de El Día hasta la década de 1980.
- Datos: Q6097034